# 拉埃瓦鄉

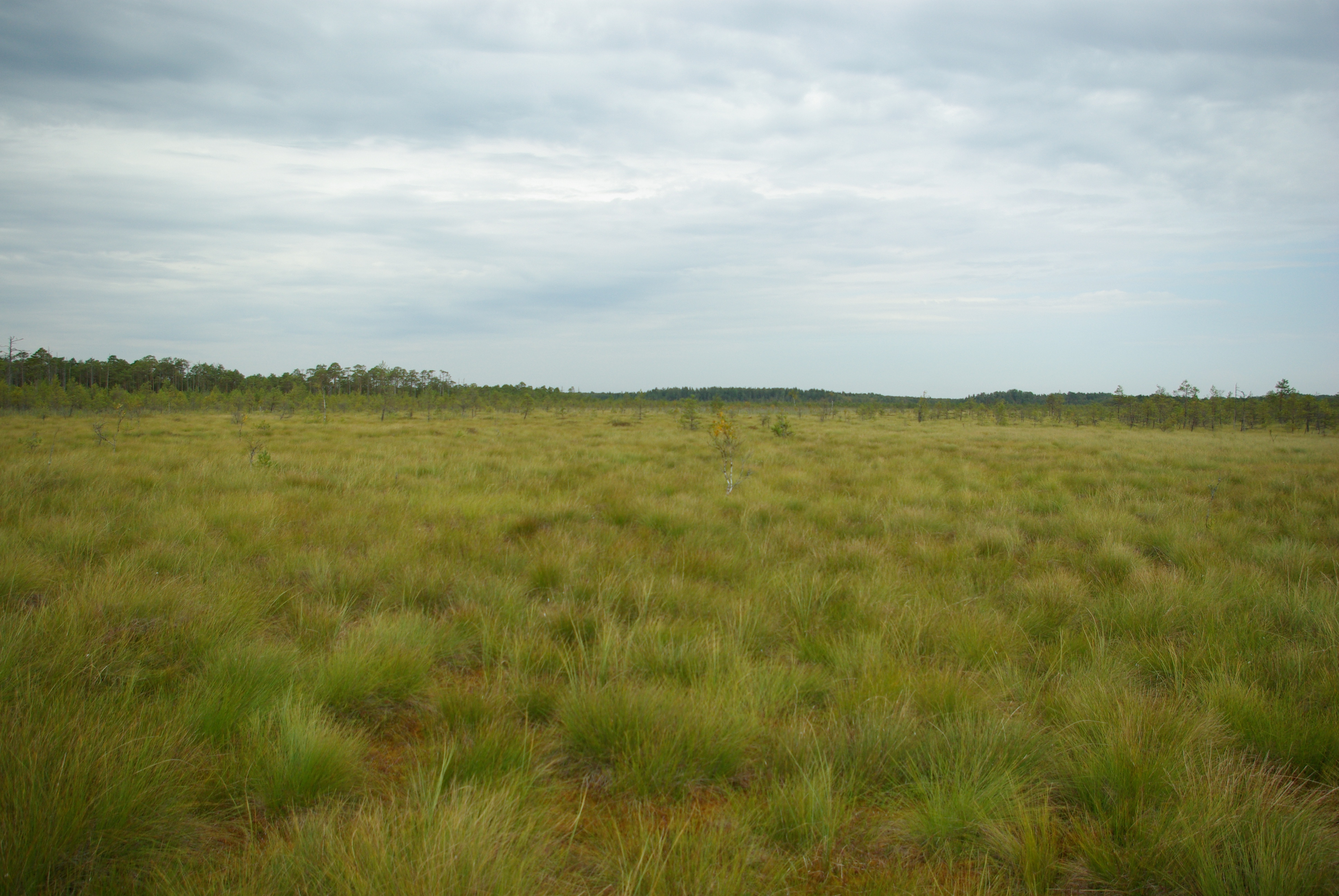
拉埃瓦沼泽

拉埃瓦鄉，曾是愛沙尼亞塔爾圖縣的一個鄉村型市镇，位於該國東南部，行政中心設於拉埃瓦，面積233平方公里，2006年人口881，人口密度每平方公里4人。
2017年爱沙尼亚行政改革后，拉埃瓦市镇和其他市镇一起合并为新的塔尔图市镇。
58°29′31″N 26°21′42″E / 58.49194°N 26.36167°E